# José Antonio Caro de Boesi
José Antonio Caro de Boesi (* 14. November 1758 in Chacao bei Caracas; † 16. Oktober 1814 in Valencia) war ein Sänger, Gitarrist und Komponist in der Kolonialzeit Venezuelas.

## Leben
Caro de Boesi hatte afrikanische Vorfahren und war ein erfolgreicher Musiker. Die Kolonialgesellschaft war damals in Venezuela in Weiße (spanischer Abstammung), Menschen gemischter afroeuropäischer Abstammung, Sklaven und indigene untergliedert. In der zweiten Hälfte des 18. Jahrhunderts bildete sich an der Academia de Musica um den Komponisten Juan Manuel Olivares eine Gruppe bedeutender Kirchenmusikkomponisten. Der Musikwissenschaftler Gerard Béhague gab an, dass es sich bei den meisten der jüngeren Komponisten der Escuela de Chacao um freie Mulatten gehandelt habe, da ihnen die Ausübung des Musikberufs eine privilegierte soziale Stellung verschaffte. Weitere Mitglieder der Schule mit afrikanischer Abstammung waren Jose Francisco Velasquez (ca. 1755–1805), Juan José Landaeta (ca. 1780–1812) und Lino Gallardo (1773–1837).
Caro de Boesis stand vermutlich im Dienste einer Kirche in Caracas.  Er kam vermutlich beim Massaker in Cumaná ums Leben.
Von seinen kompositorischen Werken sind eine Messe (Misa pro defuntos, 1779), ein Tantum ergo (1781), eine Misa a dúo (1782) und ein Totenoffizium (1793) sowie sechs Motetten überliefert. Das Gründonnerstagsgraduale (Cristus Factus est) wurde 1943 in Archivo de musica colonia venezolana Band 8 veröffentlicht. In Música Histórica de Venezuela Período Colonial Siglo XVIII wurde sein komplettes erhaltenes Werk neu herausgegeben. Seine Werke zeigen mehr kontrapunktische Fähigkeiten und eine größere Orchesterverfeinerung als die der meisten anderen Komponisten der Kolonialzeit. Er wurde von der geistlichen Musik der österreichischen klassischen Komponisten und Giovanni Battista Pergolesi beeinflusst. Seine bekannten Kompositionen sind alle für Chor und Orchester komponiert.
Eine andere Theorie besagt, dass er eigentlich José Antonio Caro hieß, nicht Boesi oder Bohesi, und ein Sohn des Musikers Pedro Cano, der seit 1749 in der Kirche San Jacinto in Caracas nachgewiesen ist, gewesen sei und 14. November 1756 in Caracas geboren wurde. Es existiert eine Sterbeurkunde für einen gewissen „José Caro, gebürtig aus Caracas“, der am 12. Februar 1783 starb.